# Beat Kirchhofer
Beat Kirchhofer (* 1956 oder 1957) ist ein Schweizer Journalist.

## Leben
Kirchhofer wechselte vom Badener Tagblatt, wo er Leiter des Ressorts Aargau war, zum Zofinger Tagblatt (ZT), wo er zunächst den stellvertretenden Chefredaktorsposten innehatte. Von September 2003 bis Ende 2013 war Kirchhofer nach vorzeitiger Pensionierung seines Vorgängers, Paul Ehinger, Chefredaktor des Zofinger Tagblatts. Seit 2014 ist er für die politische Berichterstattung zuständig.